# Happy! (manga)
Happy! – manga autorstwa Naokiego Urasawy, publikowana na łamach magazynu „Big Comic Spirits” wydawnictwa Shōgakukan w latach 1993–1999. Całość liczy łącznie 23 tomy.
Seria została zaadaptowana na dwa telewizyjne filmy aktorskie wyemitowane na antenie TBS w 2006 roku.

## Fabuła
Odkąd zmarli jej rodzice, Miyuki Umino sama wychowuje swoje rodzeństwo. Pewnego dnia odwiedzają ją dwaj członkowie yakuzy, którzy żądają spłaty długu w wysokości 250 milionów jenów, zaciągniętego przez jej starszego brata, o którym nie ma żadnych wieści. Aby uniknąć prostytucji, porzuca liceum i decyduje się na karierę zawodowej tenisistki. Utalentowana w tej dyscyplinie, już wcześniej wygrała wiele nagród, jednak teraz musi się doskonalić i wygrywać największe mistrzostwa, aby szybko spłacić swojego wierzyciela, który wolałby widzieć ją na ulicy.

## Manga
Manga ukazywała się w magazynie „Big Comic Spirits” w latach 1993–1999. Wydawnictwo Shōgakukan zebrało jej 254 rozdziały w 23 tankōbonach, wydawanych od 28 lutego 1994 do 29 maja 1999. Między 25 grudnia 2003 a 30 czerwca 2004 seria została opublikowana ponownie w 15-tomowym wydaniu kanzenban.
| Nr | Data wydania (język japoński) | ISBN (język japoński) |
| -- | ----------------------------- | --------------------- |
| 1  | 28 lutego 1994                | ISBN 4-09-183401-9    |
| 2  | 30 maja 1994                  | ISBN 4-09-183402-7    |
| 3  | 30 sierpnia 1994              | ISBN 4-09-183403-5    |
| 4  | 30 listopada 1994             | ISBN 4-09-183404-3    |
| 5  | 28 lutego 1995                | ISBN 4-09-183405-1    |
| 6  | 30 maja 1995                  | ISBN 4-09-183406-X    |
| 7  | 30 sierpnia 1995              | ISBN 4-09-183407-8    |
| 8  | 30 listopada 1995             | ISBN 4-09-183408-6    |
| 9  | 30 stycznia 1996              | ISBN 4-09-183409-4    |
| 10 | 27 kwietnia 1996              | ISBN 4-09-183410-8    |
| 11 | 29 czerwca 1996               | ISBN 4-09-184291-7    |
| 12 | 30 września 1996              | ISBN 4-09-184292-5    |
| 13 | 30 listopada 1996             | ISBN 4-09-184293-3    |
| 14 | 2 kwietnia 1997               | ISBN 4-09-184294-1    |
| 15 | 30 maja 1997                  | ISBN 4-09-184295-X    |
| 16 | 30 sierpnia 1997              | ISBN 4-09-184296-8    |
| 17 | 29 listopada 1997             | ISBN 4-09-184297-6    |
| 18 | 30 marca 1998                 | ISBN 4-09-184298-4    |
| 19 | 30 czerwca 1998               | ISBN 4-09-184299-2    |
| 20 | 30 września 1998              | ISBN 4-09-184300-X    |
| 21 | 19 grudnia 1998               | ISBN 4-09-185221-1    |
| 22 | 26 lutego 1999                | ISBN 4-09-185222-X    |
| 23 | 29 maja 1999                  | ISBN 4-09-185223-8    |

## Filmy live action
Manga została zaadaptowana na dwa telewizyjne filmy live action, które wyemitowano na antenie TBS w 2006 roku. Pierwszy, zatytułowany po prostu Happy!, wyemitowano 2 kwietnia 2006. 29 listopada tego samego roku film został także na DVD, zawierając sceny nie pokazane podczas transmisji telewizyjnej. Drugi film, Happy! 2 ~Watashi, senpai no tame ni ganbarimasu~ (jap. Happy!2~私、先輩の為にガンバリます~), został wyemitowany 26 grudnia 2006.

### Obsada
Opracowano na podstawie źródła.
- Saki Aibu – Miyuki Umino
- Hiroyuki Miyasako – Junji Sakurada
- Junnosuke Taguchi – Keiichiro Ootori
- Mao Kobayashi – Chouko Ryuugasaki
- Jun Natsukawa – Kikuko Kaku
- Yoshiyuki Morishita – Momotarou Yamaguchi
- Nagisa Katahira – Utako Ootori
- Baku Numata – Katsuragi
- YosiYosi Arakawa – Ieyasu Umino
- Shō Aikawa – Kyouhei Wanibuchi
- Eri Watanabe – Hanae Ryuugasaki

## Odbiór
Seria Happy! sprzedała się w ponad 18 milionach egzemplarzy. W 2020 roku Mark Sammut z Comic Book Resources nazwał ją „najbardziej przygnębiającą mangą Urasawy” i napisał, że „znajduje się pośrodku między wcześniejszymi bardziej konwencjonalnymi pracami autora a studium postaci, które miały zdefiniować jego największe projekty”.